# Matthew C. Perry
Matthew Calbraith Perry (Newport, Rhode Island, 1794. április 10. – New York, 1858. március 4.) amerikai tengerésztiszt. 1854-ben ő kényszerítette ki Japán kereskedelmi és diplomáciai nyitását. Erőfeszítéseinek köszönhetően az Amerikai Egyesült Államok felzárkózhatott Nagy-Britannia, Franciaország és Oroszország mellé Kelet-Ázsia gazdasági kizsákmányolásában.

## Családja
Matthew C. Perry Christopher R. Perry és Sarah Perry negyedik gyermekeként született 1794-ben. Négy fiú- és három lánytestvére volt. Apja az amerikai haditengerészet kapitánya volt, bátyja, Oliver Hazard Perry pedig Becsület-érdemérmet kapott 1813-ban, miután az Erie-tavi csatában legyőzte az angol flottát. Perry 1814-ben feleségül vette Jan Sliddellt, akitől tíz gyermeke született.

## Pályafutása
Matthew C. Perry 1809-ben, 15 évesen kezdte haditengerészeti pályafutását a bátyja által irányított Revenge nevű hadihajón, majd 1813-ban korvetthadnagynak nevezték ki. Több utat tett Afrika partjainál, valamint a Földközi-tengeren, majd a Shark nevű szkúnert irányította a Karib-tengeren.
1837-ben felügyelte az első amerikai hadigőzös, a Fulton építését, majd ennek kapitánya lett 1840-ig. 1842-ben flottaparancsnoknak nevezték ki. 1843-1844-ben egy hajórajt irányított Afrika partjainál, amelynek célja a rabszolga-kereskedelem visszaszorítása volt. Haditengerészeti erőket vezényelt az 1846-1848-as mexikói-amerikai háborúban. A harcok során hét hadjáratot is vezetett Tobasco és Laguna városa ellen. Közreműködött Veracruz ostromában is.

### Az erő diplomáciája
1852 márciusában Millard Fillmore amerikai elnök azzal bízta meg Perryt, hogy menjen a kelet-indiai hajórajjal Japánba, és bírja rá az ázsiai ország kormányát a diplomáciai kapcsolatok felvételére. A 19. század közepén Japán még erőteljesen őrizte elszigeteltségét: sem diplomáciai, sem kereskedelmi kapcsolatot nem tartott külföldiekkel. Az ország újra és újra visszautasította a nyugati hatalmak kísérletét a kapcsolatok formális felvételére.

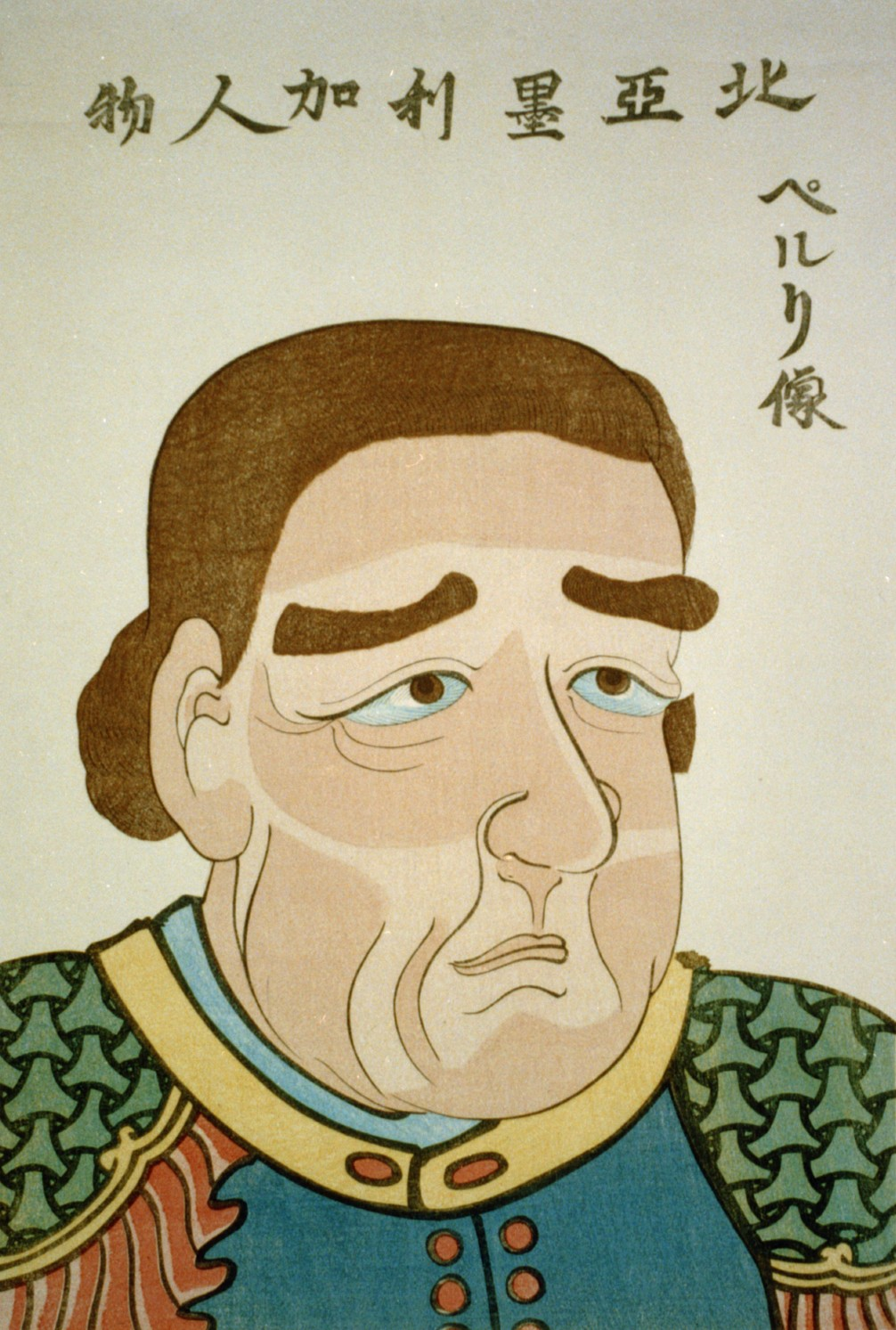
Perry korabeli japán ábrázolása

Perry arra a következtetésre jutott, hogy a hagyományos japán elzárkózást csak akkor lehet megváltoztatni, ha azt katonai erővel kényszerítik ki. Perry négy hajója, két gőzös és két szlúp, 1853. július 8-án váratlanul érkezett  Uraga megerősített kikötője elé. A japánok távozásra szólították fel, de ezt visszautasította. Közölte: ha a szigetország vezetése nem delegál megfelelő embert, aki átveszi az amerikai kormány által küldött dokumentumokat, akkor erővel fogja kézbesíteni azokat.
Július 14-én a két gőzhajó, a Susquehanna és a Mississippi a part közelébe manőverezett, és partra tett 400 tengerészt és tengerészgyalogost. Ezután Perry és közvetlen munkatársai is partra szálltak. Perry hivatalosan is átadta Izu és Ivami tartomány kormányzójának az elnök levelét, amelyben Fillmore diplomáciai és kereskedelmi szerződés megkötésére szólította fel a szigetországot. Miután Japán nem mutatott hajlandóságot a szerződés aláírására, Perry három nap múlva visszavonult. Azt üzente, hogy nemsokára visszatér a válaszért.
1854 februárjában Perry beváltotta ígéretét, és jóval nagyobb erővel, egy kilenchajós flottával jelent meg az Edo-öbölnél, a mai Tokiónál. A fenyegetés hatására március 31-én a japánok aláírták a kanagavai egyezményt, és ezzel véget ért a szigetország kétszáz éves elszigeteltsége.
Az egyezmény értelmében a japánoknak jobb bánásmódot kellett biztosítaniuk a náluk partot érő hajótörötteknek, engedélyezniük kellett, hogy az amerikai hajók üzemanyagot és ellátmányt vegyenek fel két kisebb kikötőben. A megállapodás értelmében az Egyesült Államok konzult küldhetett Japánba, és az egyezmény lehetővé tette, hogy az amerikaiak kereskedelmi privilégiumokhoz jussanak.
Azzal, hogy Perry flottája nyilvánvalóvá tette a japán védelem gyengeségét a nyugati hatalmak technikai fölényével szemben, leáldozott a tradicionális elzárkózásnak és politikai-katonai berendezkedésnek. Ezt követően indult meg Japán modernizálása és ez vezetett a Tokugava-sógunátus végét jelentő Meidzsi-restaurációhoz.
Matthew C. Perry, tartva az angol és orosz térhódítástól Ázsiában, komolyabb amerikai szerepvállalást sürgetett Keleten. Azt javasolta, hogy az Egyesült Államok foglaljon el szigeteket a Csendes-óceánon, amelyek biztosítják majd az amerikai katonai és kereskedelmi fölényt a térségben. Javaslatait csak nagyjából fél évszázad múlva valósították meg.

## Kapcsolódó szócikk
- Tomari-temető